# Askeby gästgivaregård

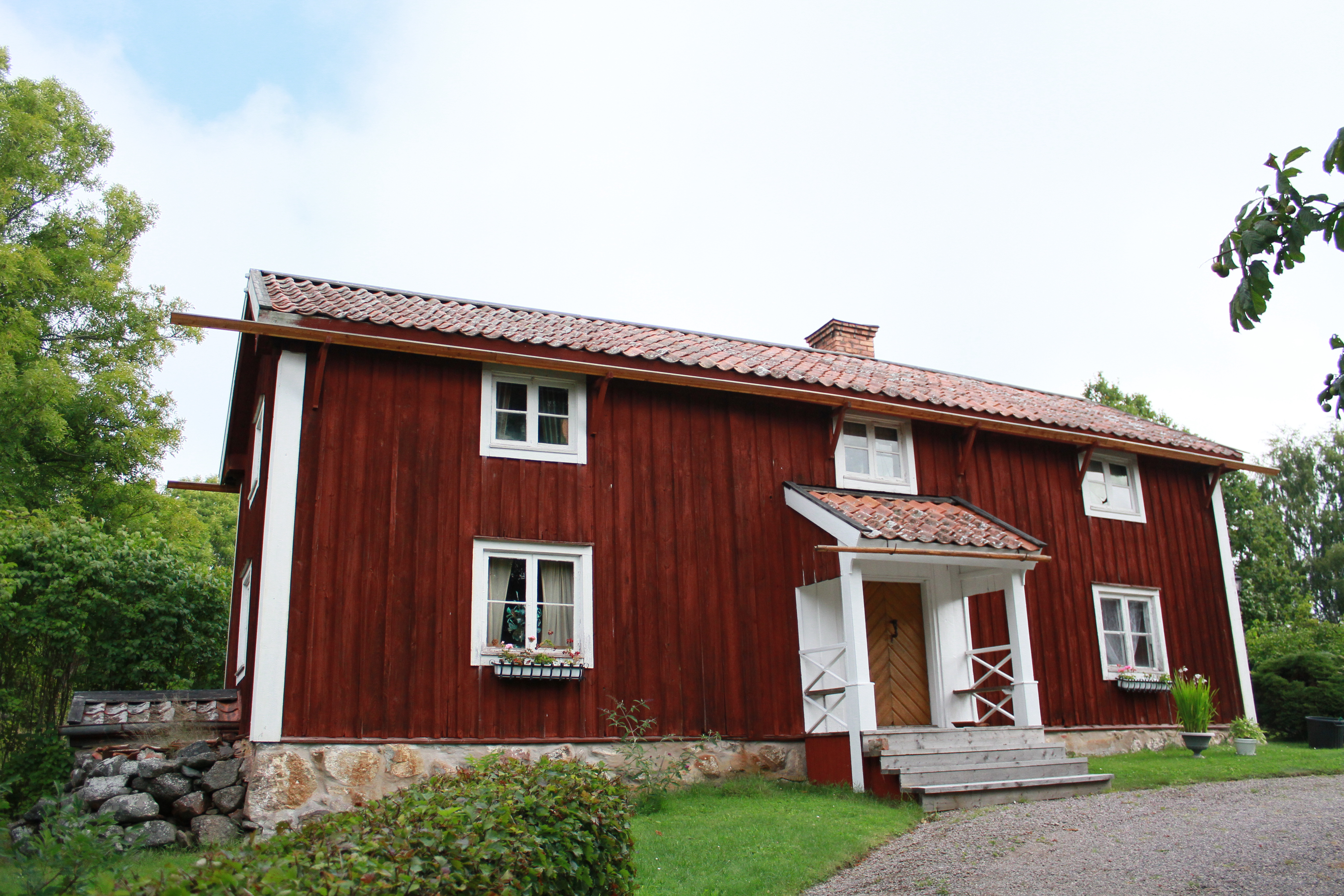
Askeby gästgivaregård

Askeby gästgivaregård (Askeby Östergård 1:1), är en byggnad i Askeby socken, Linköpings kommun, Östergötland.
Traditionen att inneha gästgiveri i just Askeby går att spåra till 1100-talet, men Askebys gästgivaregård byggdes troligen under mitten av 1700-talet. Det är då Askeby först finns med på Östgötakartan från 1793. 
Byggnaden genomgick en renovering i mitten av 1800-talet och den senaste noteringen som går att hitta om gästgiveriets verksamhet är från 1854 . Under perioden då gästgiveriet var i bruk tillhörde det Östergårds kronogård. Gården i sin helhet övergick sedan i privat ägo. Den nuvarande mangårdsbyggnaden som finns i anslutning till gästgiveriet byggdes 1880.
Under 1950-talet användes huset som arbetarbostad.
Byggnaden blev förklarat byggnadsminne 2009 som en viktig del i Askebys historia som genomfartsort.